# Neovalgus laterufus
Neovalgus laterufus är en skalbaggsart som beskrevs av Maurice Pic 1928. Neovalgus laterufus ingår i släktet Neovalgus och familjen Cetoniidae. Inga underarter finns listade i Catalogue of Life.